# Festival Internacional de Cine UNAM
El Festival Internacional de Cine UNAM (FICUNAM) es un festival de cine independiente nacional e internacional de corte autoral que se realiza en la Ciudad de México. El Festival es un proyecto de la Universidad Nacional Autónoma de México, a través de la Dirección de Actividades Cinematográficas.  

## Objetivo
- Difundir el cine contemporáneo nacional e internacional y exhibirlo al público mexicano
- Apoyar el trabajo de directores emergentes de cine contemporáneo mexicano
- Hacer accesibles las instalaciones y actividades de la Universidad Nacional Autónoma de México a todo el público

## Historia
El Festival nació durante la rectoría de José Ramón Narro Robles a iniciativa de Enrique Sealtiel Alatriste y Lozanoquien en ese entonces fungía como Coordinador de Difusión Cultural UNAM, y de Eva Sangiorgi, fundadora y directora del festival.
La primera edición del Festival Internacional de Cine UNAM se realizó del 24 de febrero al 3 de marzo de 2011. Consiguió alrededor de 14 mil espectadores mientras que 60 mil asistentes acudieron a alguna actividad en sus distintas sedes: Centro Cultural Universitario, Museo Universitario Arte Contemporáneo, Centro Cultural Universitario Tlatelolco, Cinematógrafo del Chopo y las Facultades de Estudios Superiores de Acatlán y Aragón.
La segunda edición del festival se realizó del 23 de febrero al primero de marzo de 2012; la cual luego de ocho días de actividades y 115 proyecciones logró la asistencia de aproximadamente 10 mil personas. Además, las sedes aumentaron respecto a las del año anterior, y contó con el apoyo de la coordinación de difusión cultural UNAM, la Filmoteca UNAM y el Instituto Mexicano de Cinematografía.

## Secciones

### Secciones de competencia
La Competencia Internacional de Largometraje convoca a realizadores de todo el mundo a competir por los premios Puma de Plata a Mejor Película y Puma de Plata a Mejor Director, que consisten en $100,000.00 pesos mexicanos cada uno y de una estatuilla Puma de Plata, realizada por Martín Soto Climent, artista contemporáneo mexicano y exalumno de la Universidad.
La competencia Aciertos. Encuentro Internacional de Escuelas de Cine se dirige a estudiantes de cine de todo el mundo con el fin de fomentar el intercambio y promover la construcción de redes de trabajo entre ellos. En cada edición el Festival invita a escuelas de cine de alguna región del mundo. El mejor trabajo recibe el reconocimiento de Mejor Película Aciertos que consta de $35,000.00 M.N. 

### Secciones generales
- Ahora México: ´Presenta lo último del cine mexicano contemporáneo.
- Retrospectiva: Exhibe la filmografía completa de uno o varios directores. En las distintas ediciones se presentaron retrospectivas de cineastas internacionales y nacionales como Chantal Akerman, Larisa Shepitko, Marguerites Duras, Tsai Ming-liang, Jean Eustache, Víctor Erice y Paul Leduc.
- Umbrales: Anteriormente conocida como Territorios, es una muestra interdisciplinaria que presenta el trabajo de un director de cine también reconocido como artista contemporáneo.

### Presentaciones especiales
En las funciones especiales se exhiben algunos trabajos realizados por invitados especiales del Festival, o de novedades editoriales. En algunas de estas funciones, la Filmoteca de la UNAM ha entregado su Medalla de Plata a algunos realizadores por su destacada trayectoria. 
FICUNAM también ofrece algunas proyecciones gratuitas y abiertas al público en su sección Cine al aire libre. Algunas películas presentadas en esta sección son "Benda Bilili!" y "La edad de oro".

## Actividades
La Cátedra Ingmar Bergman en Cine y Teatro se lleva a cabo dentro del marco festival con varias clases magistrales gratuitas y un taller de cupo limitado. Personalidades como el artista tailandés Apichatpong Weerasethakul, el documentalista Sergei Dvortsevoy y el cineasta Artavazd Peleshyan, impartieron las clases magistrales mientras que la directora de cine Kelly Reichardt desarrolló el taller durante la primera edición.
En el Coloquio de Cine Contemporáneo se reúnen críticos y académicos de diferentes áreas de especialización para discutir sobre alguno o varios largometrajes programados durante el Festival. A este coloquio asistieron invitados como Jorge Ayala Blanco, Mario Bellatin, Michel Lipkes Leduc, Nicolás Pereda, entre otros.
En la segunda edición del FICUNAM se llevó a cabo el Coloquio: Cine radical, un diálogo entre México y Japón con la intención de hallar un punto común entre ambas sociedades a partir del cine como vehículo de consciencia. Se realizaron mesas de debate con la presencia de Carlos Bonfil, Vicente Castellanos, Lucía Gajá, Go Hirasawa, Fran Ilich, Roger Koza, Jesse Lerner, Satomia Miura y Miguel Vassallo, entre otros. También se proyectaron películas como: "Fando y Lis" de Alejandro Jodorowsky, "Prisoner/Terrorist" de Masao Adachi y "La fórmula secreta" de Rubén Gámez.

## Premios y reconocimientos
- Puma de Plata a Mejor Película $100,000 pesos MN
- Puma de Plata a Mejor Director $100,000 pesos MN
- Mejor Película Aciertos $35,000.00 MN
- Premio del Público
- Menciones especiales

## Organización
El Festival es organizado por la Dirección General de Actividades Cinematográficas y cuenta con el apoyo de la Coordinación de Difusión Cultural y la Escuela Nacional de Artes Cinematográficas. Además lo respaldan algunas instituciones gubernamentales como la Secretaría de Cultura, el Instituto Mexicano de Cinematografía y la Cineteca Nacional; la Secretaría de Cultura de la Ciudad de México y empresas e instituciones privadas como Mubi.

### Directores
| Directora         | Periodo   |
| ----------------- | --------- |
| Eva Sangiorgi     | 2011-2018 |
| Abril Alzaga      | 2018-2025 |
| Fernanda Becerril | 2025-     |

| Director         | Periodo   |
| ---------------- | --------- |
| Michel Lipkes    | 2018-2022 |
| Maximiliano Cruz | 2022-     |

## Sedes
- Centro Cultural Universitario
- Cinematógrafo del Chopo
- Cineteca Nacional
- Cineteca Nacional de las Artes
- Centro Cultural Universitario Tlatelolco
- Cine Tonalá
- La Casa del Cine
- Centro de Cultura Digital
- Escuela Nacional de Artes Cinematográficas
- Museo Universitario Arte Contemporáneo
- Facultad de Estudios Superiores Acatlán
- Facultad de Estudios Superiores Aragón
- Pabellón de la Biodiversidad

## Primera edición
24 febrero | 3 de marzo | 2011

### Premios
- Puma de Plata a Mejor Película: "Aita" de José María Orbe (País Vasco, España, 2010)
- Puma de Plata a Mejor Director: Athina Rachel Tsangari por "Attenberg" (Grecia, 2010)
- Mejor película Aciertos: "Bajo el mismo techo", Talía García Aach, Escuela Internacional de Cine y TV de San Antonio de los Baños (Cuba, 2009)
- Premio del público: "Attenberg", de Athina Rachel Tsangari (Grecia, 2010)
- Premio extraordinario LCI Seguros: "Lecciones para Zafirah", de Carolina Rivas y Daoud Sarhandi (México, 2011)
- Mención especial: "La vida útil" de Federico Veiroj (Uruguay-España 2008)

### Jurado
Competencia Internacional de Largometraje
- Emmanuel Burdeau (Crítico)
- Sergei Dvortsevoy (Director)
- Nicolás Echevarría (Director)
- Roberto Fiesco (Director, productor)
- Jonathan Rosenbaum Presidente del jurado (Crítico Federación Internacional de la Prensa Cinematográfica)

Aciertos. Encuentro Internacional de Escuelas de Cine
- Fernando Eimbcke presidente del jurado (Director)
- Javier Martín Lozano (Programador de la Quincena de Realizadores de Cannes)
- José Esteban Martínez (Director del Festival de Cine en Zacatecas)

### Invitados
Roger Alan Koza (programador invitado), Doryung Chong (curador asociado del Museo de Arte Moderno de Nueva York MoMA), Elvire (actriz), Françoise Lebrun (actriz), F.J. Ossang (cineasta), Jean-Pierre Rehm (delegado General del Festival International du Documentaire de Marseille), Tanya Valette (directora de la EICTV), Apichatpong Weerasethakul (cineasta/artista contemporáneo), Mauro Andrizzi (director en competencia), Géraldine Bajard (director en competencia), Gonzalo Castro (director en competencia), Sandro Fiorin (distribuidor), Marcie Jost (productora), Oliver Laxe (director en competencia), Yulene Olaizola (directora mexicana), Lee-Anne Schmitt (directora en competencia), Daniela Schneider (directora mexicana), Athina Rachel Tsangari (directora competencia) y Peter Zong (productor).

### Proyección de inauguración
"El camino de Meek" ("Meek's Cutoff") de Kelly Reichardt (EUA, 2010)

### Proyección de clausura
"La historia en la mirada" de José Ramón Mikelajáuregui (México, 2010)

### Homenaje de Aciertos. Encuentro Internacional de Escuelas de Cine
Escuela Internacional de Cine y Televisión de San Antonio de los Baños, Cuba, por sus 25 años de trayectoria.

## Segunda edición
23 febrero | 1 de marzo | 2012

### Premios
- Puma de Plata a Mejor Película: "Yatasto (película)" de Hermes Paralluelo Fernández (Argentina, 2011)
- Puma de Plata a Mejor Director: Anca Damian por "Crulic: El camino al más allá" ("Crulic- Drumul Spre Dincolo", Rumania-Polonia, 2010)
- Premio Aciertos a Mejor Cortometraje: "Juku", Mauricio Quiroga Russo, Universidad del Cine (Argentina, 2009)
- Premio del público: "Crulic: El camino al más allá " de Anca Damian

- Boleto de avión a Alberto Resendiz Gómez, por el cortometraje "Réquiem para la Eternidad", otorgado por la Secretaría de Relaciones Exteriores (México), para participar en el Festival de Cine Latino: Cinélatino, 24èmes Recontres de Toulouse (Francia).
- Selección TV UNAM. Mejor Película: "Los últimos cristeros", de Matías Meyer (50 mil pesos M.N. para los derechos de transmisión en TV UNAM (XHUNAM-TV) durante 18 meses, máximo dos emisiones).
- Selección LCI Seguros: "Memorias del futuro", de Rodrigo Reyes (Descuento especial en contratación de seguro para productor y director de una película).
- Premio Laboratorio FICUNAM:

Allan Deberton por el cortometraje: "Doce de Coco" de la Universidad Federal Fluminense, Departamento de Cinema & Video.
Jhasua Camarena Romero por el cortometraje: "La otra Emma" de la Universidad de Guadalajara, Departamento de Imagen y Sonido.
Miguel Salgado por el cortometraje: "Muñecas" del Centro de Capacitación Cinematográfica.

### Jurado
Competencia Internacional de Largometraje
- Hans Hurch (Director y promotor cultural)
- Adrián Martin (Crítico)
- Denis Coté (Director, productor)
- Rigoberto Perezcano (Director, guionista)
- Paula Astorga Riestra (Promotor cultural)

Aciertos. Encuentro Internacional de Escuelas de Cine
- Tatiana Huezo, presidente del jurado (Director) Sus cintas se han exhibido en más de 40 festivales y ha obtenido más de una veintena de premios.
- Paolo Moretti (Productor) trabajó como programador en el Centro Pompidou y el Festival Internacional de Cine de Venecia.
- Yulene Olaizola (Director) galardonada en 2010 en el Festival de Cine de Tribeca y en Santiago Festival Internacional de Cine.

### Proyección de inauguración
“Cumbres Borrascosas” (“Wuthering Heights”) de Andrea Arnold, (Reino Unido, 2011).

### Proyección de clausura
“El ojo de la cerradura” (“Keyhole”) de Guy Maddin, (Canadá, 2011).

## Tercera edición
21 febrero | 3 de marzo | 2013

### Premios
- Puma de Plata a Mejor Película: Leviatán, de Lucien Castaing-Taylor y Véréna Paravel (Reino Unido-Francia-Estados Unidos, 2012)
- Puma de Plata a Mejor Director: Michael Wahrmann por Avanti Popolo (Brasil, 2012)
- Premio Aciertos a Mejor Cortometraje: Campo de Víctor Flores, (Chile / Universidad ARCIS)
- Premio del público: The Act of Killing, de Joshua Oppenheimer (Dinamarca-Noruega-Rusia, 2012)
- Menciones de honor:
  - Pude ver un puma de Eduardo Williams, Argentina / Universidad del Cine (Argentina, 2012)
  - De agua dulce de Damián Saínz Eduardo, Cuba / EICTV (Cuba, 2011)
  - Que viva el agua de Cecilia Kang, Argentina / ENERC (Argentina, 2011)

- Premio TV UNAM: Mai Morire''', de Enrique Rivero (México 2012) (50 mil pesos M.N. para los derechos de transmisión en TV UNAM (XHUNAM-TV) durante 18 meses y 50 mil pesos mexicanos).
- Selección LCI Seguros: El cuarto desnudo, de Nuria Ibáñez (México, 2013) (50% de descuento en el seguro de filmación de la próxima película para el director y productor.).
- Premio Laboratorio FICUNAM: La Madre de Ernesto Martínez Bucio (Suiza, 2012) (Comunidad para Mujeres, de la Dirección General de Tratamiento para Adolescentes de la Subsecretaría de Sistema Penitenciario.)

### Jurado
Competencia Internacional de Largometraje
- Jean-Pierre Rehm (Profesor y curador)
- Athina Rachel Tsangari (Directora)
- Dennis Lim (Crítico y programador)
- Mark Peranson (Escritor, programador y cineasta)
- Nicolás Pereda (Realizador)

Aciertos. Encuentro Internacional de Escuelas de Cine
- Raúl Camargo (Académico y Programador de Cine)
- Eugenio Polgovsky (Director, editor y cinefotógrafo)
- Rebecca de Pas (Coordinadora general y consultora de programación para el Festival Internacional de Cine La Roche sur Yon)

### Proyección de inauguración
Estudiante de Darezhan Omirbayev (Kazajistán, 2012)

### Proyección de clausura
Eterno regreso a casa de Kira Muratova (Ucrania, 2012)

### Homenaje a Marcel Hanoun, El Autónomo
Marcel Hanoun nació el 26 de octubre de 1929 en Túnez y murió el 22 de septiembre de 2012, un día después de la llegada del otoño. Con él desaparece uno de los más grandes creadores de expresiones artísticas y formas cinematográficas en Francia, cuyo aislamiento autoimpuesto explica de alguna manera la infravaloración que aún envuelve a su obra.

### Retrospectivas

#### Darezhan Omirbayev
Las películas y los personajes del director están dotadas de la sombra de un sistema social despiadado que pesa siempre sobre sus vidas, sin embargo sus personajes están motivados siempre por anhelos que los humaniza, los espiritualiza. Su uso de los sueños y cómo los entreteje con la realidad es una de las cualidades más grandes de la mayoría de sus películas.

#### Edward Yang
Yang, nacido en Shanghái en 1947 y criado principalmente en Taipéi, también vivió varios años en Estados Unidos, donde se graduó de una maestría en diseño computacional en la Universidad de Florida y donde trabajó, después de estudiar un semestre en la escuela de cine de la Universidad del Sur de California, como diseñador computacional durante siete años en Seattle. Regresó a Taipéi en 1981 para dedicarse al cine
Jonas Mekas 
Jonas Mekas se mueve en los límites del cine marginal e independiente, y es parte del movimiento que integró el cine underground de Nueva York. Su participación activa en ese entorno intelectual lo convierte muy pronto en una figura de referencia para todos los movimientos de vanguardia, tanto en las artes plásticas como en el cine experimental, e incluso en el campo literario

### Territorios

#### Jonas Mekas
Se llevó a cabo una exposición en el MUAC. En esta exposición se ofrece una amplia selección de su obra fílmica más importante, así como de instalaciones en video y fotografías. La muestra destaca la forma de trabajo de Mekas, anclada fuertemente a la noción de diario, no únicamente como un tema en su obra sino como un formato que implica una determinada disciplina de trabajo.

## Cuarta edición
27 febrero | 9 de marzo | 2014

### Premios
Competencia internacional
- Puma de Plata a Mejor Película: Costa da Morte de Lois Patiño (España, 2013)
- Puma de Plata a Mejor Director: Albert Serra por Historia de mi muerte (España- Francia, 2013)
- Premio del público: Navajazo, de Ricardo Silva (México-Francia, 2014)
- Menciones de honor:
  - Detén el corazón palpitante de Roberto Minervini (Estados Unidos- Bélgica-Italia, 2013)
  - Nepal por siempre de Aliona Polunina (Rusia, 2013)
  - Que tu alegría perdure de Denis Côté

Competencia mexicana
- Puma México: El palacio de Nicolás Pereda (México- Canadá, 2013)
- Selección LCI Seguros, Simplemente y CTT Exp & Rentals : Navajazo, de Ricardo Silva (México- Francia, 2014)

Aciertos. Encuentro de escuelas de cine
- Premio Aciertos a Mejor Cortometraje: ¡Bello, Bello, Bello!  de Pilar Álvarez, Escuela Internacional de Cine y Televisión de San Antonio de los Baños (Cuba, 2013)

- Mención de honor:
  - Ojos de gitano de Leonor Teles, Escola Superior de Teatro e Cinema, Departamento de Cinema (Portugal, 2012)

### Jurado
Competencia Internacional de Largometraje
- Edgardo Cozarinsky. Presidente del Jurado. Argentina (Crítico de cine, escritor y cineasta)
- Simon Field. Reino Unido. (Productor)
- Mariana Botey. México (Historiadora del Arte y Videoasta)
- Natalia López Gallardo. México (Realizadora y editora de cine)
- Robert Koehler. Estados Unidos (Crítico y programador cinematográfico)

Competencia Mexicana
- Gerwin Tamsma. Holanda (Programador del Festival Internacional de Cine de Róterdam)
- Jeff Silva. Estados Unidos (Cineasta y académico)
- María Renée Prudencio. México (Actriz y guionista)

Aciertos. Encuentro de Escuelas de Cine
- Alejandro Gómez Treviño. México (Coordinador de Programación y Acervo de la Cineteca de Nuevo León)
- Elisa Miller. México (Cineasta)
- Gabe Klinger. Brasil (Cineasta y crítico de cine)

### Proyección de pre- inauguración
Somos Mari Pepa Samuel Kishi Leopo (México, 2013

### Proyección de inauguración
Se levanta el viento de Hayao Miyazaki (Japón, 2013)

### Proyección de clausura
Nuestra Sunhi de Hong Sangsoo (Corea, 2013)

### Retrospectivas

#### Otar Iosseliani
Una de las grandes figuras de la historia del cine es el gigante georgiano Otar Iosseliani (Tbilisi, ex Unión Soviética, 1934). Su obra –poco revisada en nuestro país– será un verdadero descubrimiento para el público cinéfilo.
Iosseliani se aventuró en el cine después de haber terminado la carrera de piano y composición. Realizó su primer largometraje en abril de 1961. Debido a la naturaleza social y estética de su trabajo, muchas de sus películas fueron prohibidas en varias ocasiones en la URSS, por lo que Iosseliani emigró a Francia en 1982.
Durante una famosa entrevista realizada por Michel Ciment, Iosseliani dejó clara su visión: “He descubierto las reglas de mi arte: debe ser como la vida. Si queremos dar un poco de alegría, debemos crear sinceramente, siendo fieles a la verdad. No quiero enseñarle a las personas cómo vivir. Todos nacen para beber el vaso de su vida.”
Iosseliani impartió una clase magistral el viernes 28 de febrero de 2014 en el Auditorio MUAC (Centro Cultural Universitario), actividad realizada en conjunto con la Cátedra Ingmar Bergman en cine y teatro.

#### Alain Guiraudie
Alain Guiraudie (Francia, 1964) es actor, director y escritor. Realizó su primer cortometraje en 1990 titulado Los héroes son inmortales. En 2001 presentó en la Quincena de los Realizadores del Festival de Cannes su mediometraje Ese viejo sueño que se mueve que, según Jean-Luc Godard, fue la mejor película que vio en el festival ese año. En 2013, Guiraudie presentó en la sección Una Cierta Mirada del festival de Cannes, El extraño del lago, la cual se llevó el premio a Mejor director. Sin duda, el 2013 fue el gran año de Guiraudie: su última película se vio en la mayoría de los festivales del mundo y obtuvo el consentimiento de la crítica especializada internacional, y no fue entonces ninguna sorpresa cuando los redactores de la influyente revista cinematográfica Cahiers du cinema la eligieron como la mejor película del año pasado.
Guiraudie nunca ha hecho películas para un tipo de público en particular, al contrario, ha buscado que su trabajo pueda anclar en una audiencia amplia, interrogando lúdicamente a la sociedad francesa, explorando la lógica del deseo y jugando con los géneros cinematográficos. Hay algo secretamente popular en sus películas, además de una libertad ostensible. Es que Guiraudie es un cineasta que desafía los encasillamientos, como sucede con todos los grandes cineastas.
Guiraudie presentó las películas de la retrospectiva y sostuvo un diálogo con Roger Koza el lunes 3 de marzo de 2014 en el Auditorio MUAC (Centro Cultural Universitario), actividad realizada en conjunto con la Cátedra Ingmar Bergman en cine y teatro.

#### Gustavo Fontán
El Festival desde su concepción se ha propuesto abrir nuevos espacios para acercar al público a autores contemporánes con una trayectoria notable y poco difundida en nuestro país. Este año, una de nuestras retrospectivas está dedicada a la obra de Gustavo Fontán (Argentina, 1960), director de cine y teatro, así como escritor y guionista.
Su interés por la poesía y la dramaturgia han llevado su trabajo a través de diversas formas artísticas, con el fin de intensificar las experiencias sensitivas del público. La crítica Marcela Gamberini describe a la perfección la obra de Fontán: “Su cine, filosóficamente, instaura una sucesión que no es la del tiempo cronológico, sino la de la percepción, entendida como aquello que nos acerca y nos distancia de lo real.”
Fontán impartió una Clase Magistral el martes 4 de marzo de 2014 en el Auditorio MUAC (Centro Cultural Universitario), actividad realizada en conjunto con la Cátegra Ingmar Bergman en cine y teatro.

### Territorios

#### Harun Farocki. Visión. Producción. Opresión
La sección Territorios explora las zonas de confín e interacción de distintas disciplinas con el cine. Para la cuarta edición de FICUNAM presentamos un programa enfocado en la obra del cineasta y artista visual alemán Harun Farocki.
Utilizando un montaje crítico tanto en sus documentales como en sus ensayos cinematográficos y video-instalaciones, Farocki denuncia la violencia intrínseca en las imágenes generadas por objetos neutrales como las cámaras de vigilancia, productos creados por el hombre, como la televisión.
Dentro del marco de la cuarta edición de FICUNAM se llevaron a cabo varias actividades:
Un taller de realización titulado Labor de una sola toma, impartido por el propio Farocki.
Una retrospectiva detallada de su obra audiovisual, en el Centro Cultural Universitario y en el Goethe- Institut Mexiko
Una exposición Harun Farocki: Visión. Producción. Opresión en el Museo Universitario Arte Contemporáneo (Centro Cultural Universitario).
Una conversación abierta al público con el artista, moderada por Cuauhtémoc Medina y Eva Sangiorgi.

### México 1965: Primer concurso de cine experimental
Por iniciativa de la Filmoteca UNAM, con motivo de la magna exposición “Desafío a la estabilidad. Procesos artísticos en México 19521967”, organizada por el Museo Universitario Arte Contemporáneo (MUAC) acerca de la generación creativa que desafío la estabilidad en el paso entre los años 50 y 60, FICUNAM presentó una selección de aquellas películas memorables que en 1965 formaron parte del “Primer Concurso de Cine Experimental” en México, ganado por la inolvidable La fórmula secreta de Rubén Gámez.

### Foro de la crítica permanente: Los paradigmas estéticos de la crítica cinematográfica
En el marco de las actividades académicas de FICUNAM, se llevó a cabo el Foro de la Crítica en colaboración con la Cátedra Ingmar Bergman UNAM en Cine y Teatro.
Participaron reconocidas personalidades del ámbito cinematográfico como Roger Koza (Argentina), Diego Lerer (Argentina), Pamela Biénzobas (Chile), Jorge Ayala Blanco (México), Ernesto Diezmartínez (México), Alexandra Zawia (Austria)

## Novena edición
28 febrero | 10 de marzo | 2019
Ha sido considerado por Hugo Villa Smythe (director general de Actividades Cinematográficas de la UNAM) como “El festival más grande de la Universidad” pues involucró a más de 100 artistas nacionales e internacionales como invitados y se desarrolló en 10 sedes ubicadas en diferentes puntos del área metropolitana, como  el Teatro de la Ciudad Esperanza Iris y en la Red de Faros de la Ciudad de México.
Eva Sangiorgi es sustituida por Abril Alzaga en como Coordinadora Ejecutiva en conjunto con Michael Lipkes como Director Artístico y apoyado por el Instituto Mexicano de Cinematografía (IMCINE), la Coordinación de Difusión de la UNAM y la Secretaría de Cultura, desarrollando cinco funciones especiales, dos conferencias magistrales, un foro de crítica y una clase magistral, agregando el Encuentro de programadores y curadores y el Encuentro Internacional de Escuelas de Cine en la agenda.

En 2019 se realizó la presentación de la sección Atlas, conformada por 43 títulos que pretendían mostrar lo más sobresaliente y prometedor de la actualidad.